# Franco de Vita vuelve en: Primera fila
Franco de Vita vuelve en: Primera fila es el cuarto álbum en vivo del cantante venezolano Franco de Vita. El álbum se lanzó el 12 de noviembre de 2013 a través de descarga digital y el 11 de febrero de 2014 en forma física. Debido al éxito de su primer álbum En Primera fila, De Vita decidió lanzar la segunda parte del mismo grabado durante el 10 y el 11 de julio de 2013 en los estudios Churubusco de la Ciudad de México.

## Antecedentes y producción
Luego de lanzar Franco de Vita en Primera fila (2011), De Vita decidió lanzar la segunda parte del álbum debido a que muchas canciones de sus álbumes anteriores habían quedado fuera de su primera producción con el formato Primera fila. El álbum se grabó el 10 y 11 de julio de 2013 en los estudios Churubusco de la Ciudad de México. La grabación se realizó con 10 cámaras digitales Alexa durante los dos días de show, estas cámaras son utilizadas para cine y cuentan con una calidad mucho mayor al HD. El escenario midió alrededor de 16 x 8 metros y se contó con 24 músicos que participaron en la producción.
El álbum con la participación musical de los cantantes mexicanos Gloria Trevi y Carlos Rivera, el puertorriqueño Wisin, el cantante peruano Gian Marco, el argentino Axel, los colombianos Gusi y Beto, las cantantes españolas Vanesa Martín e India Martínez, el cantante italiano Gigi D'Alessio, el puertorriqueño Víctor Manuelle y los venezolanos El Pollo Brito y el grupo San Luis.

## Promoción

### Sencillos
El primer sencillo del álbum fue «Te pienso sin querer» grabado a dueto con la cantante mexicana Gloria Trevi. El sencillo fue compuesto por el mismo Franco de Vita y grabado el 11 de julio de 2013 en la Ciudad de México. El 7 de octubre de 2013 se lanzó a la venta a través de descarga digital y se estrenó, al mismo tiempo, el video musical del sencillo en el canal VEVO del cantante. El sencillo se posicionó en el puesto diecisiete del Billboard Latin Pop Songs y en el puesto veintisiete del Billboard Hot Latin Songs. En Venezuela tuvo una acogida impresionante por el público, a un escaso mes de lanzamiento se posicionó como la canción más consumida del país y radiada a nivel nacional en el National Report, donde lideró la lista de popularidad por más de siete semanas no consecutivas, le valió más tarde una certificación de Disco de Platino por parte de la AVINPRO en reconocimiento a las 10.000 descargas digitales del sencillo. En el resto de Latinoamérica contó con una cálida recepción llegando al segundo lugar del conteo Monitor Latino en México, así como a los diez primeros lugares en países como Ecuador, Perú, Bolivia, Guatemala y Argentina. 
Te pienso sin querer fue ganadora en los Premios Pepsi Music Venezuela a la Canción pop del año y también fue reconocida con un galardón en los premios ASCAP como Canción del año.
El 3 de febrero de 2014 el cantante anunció en su Twitter oficial que el segundo sencillo del álbum sería «Y tu te vas» a dueto con el cantante Carlos Rivera.

### Tour
El 15 de enero de 2014, De Vita anunció el comienzo de los ensayos de su nueva gira. El 30 de enero de 2014 comenzó, en San Luis Potosí, el "Tour México 2014" que recorrerá ocho ciudades en México y que se desprende de su nueva gira musical titulada "Vuelve en Primera fila Tour".
En el concierto otorgado en la Ciudad de México en el Arena Ciudad de México el 31 de enero de 2014, el cantante venezolano estuvo acompañado de diversos cantantes que lo acompañaron en el lanzamiento del disco, junto a Gloria Trevi interpretó su sencillo «Te pienso sin querer», con Leonel García interpretó «Si la vez», el tema «No basta» fue interpretado a dueto con el cantante Samo, Carlos Rivera lo acompañó en el segundo sencillo del álbum titulado «Y tú te vas», junto al colombiano Gusi interpretó «Ya lo había vivido», finalmente interpretó junto a Gian Marco el tema «A medio vivir».
Su gira se extenderá a Sudamérica, el 13 de marzo de 2014 se presentará en Puerto Ordaz, siendo la primera ciudad de Venezuela en interpretar sus temas.

## Lista de canciones
- Edición estándar[20]

| Franco de Vita vuelve en: Primera fila - CD 1 |                                                         |                |          |  |
| N.º                                           | Título                                                  | Escritor(es)   | Duración |  |
| 1.                                            | «Cántame» (Vielka Pietro , el Pollo Brito y Saul Vera.) | Franco De Vita | 6:28     |  |
| 2.                                            | «Que no muera la esperanza» (con Wisin)                 | Franco De Vita | 3:49     |  |
| 3.                                            | «Te pienso sin querer» (con Gloria Trevi)               | Franco De Vita | 4:10     |  |
| 4.                                            | «No hay cielo»                                          | Franco De Vita | 4:23     |  |
| 5.                                            | «Somos tres»                                            | Franco De Vita | 3:49     |  |
| 6.                                            | «Esta vez» (con Axel)                                   | Franco De Vita | 3:20     |  |
| 7.                                            | «Contra vientos y mareas»                               | Franco De Vita | 3:26     |  |
| 8.                                            | «Solo importas tú»                                      | Franco De Vita | 3:23     |  |
| 9.                                            | «Ay Dios» (con Vanesa Martín)                           | Franco De Vita | 4:44     |  |
| 10.                                           | «Fantasía»                                              | Franco De Vita | 3:29     |  |
| 11.                                           | «Como decirte no» (con Gigi D'Alessio)                  | Franco De Vita | 4:35     |  |
| 12.                                           | «Y ahora qué»                                           | Franco De Vita | 3:38     |  |
| 13.                                           | «Ya lo había vivido» (con Gusi & Beto)                  | Franco De Vita | 4:00     |  |

| Franco de Vita vuelve en: Primera fila - CD 2 |                                                          |                |          |  |
| N.º                                           | Título                                                   | Escritor(es)   | Duración |  |
| 1.                                            | «Al norte del sur» (con Banda San Luis)                  | Franco De Vita | 6:44     |  |
| 2.                                            | «Cuando tus ojos me miran» (con India Martínez)          | Franco De Vita | 4:48     |  |
| 3.                                            | «Será»                                                   | Franco De Vita | 3:36     |  |
| 4.                                            | «A medio vivir» (con Gian Marco)                         | Franco De Vita | 3:55     |  |
| 5.                                            | «Tengo»                                                  | Franco De Vita | 3:50     |  |
| 6.                                            | «Y tú te vas» (con Carlos Rivera)                        | Franco De Vita | 4:08     |  |
| 7.                                            | «Latino»                                                 | Franco De Vita | 4:45     |  |
| 8.                                            | «Traigo una pena» (con Victor Manuelle)                  | Franco De Vita | 7:18     |  |
| 9.                                            | «Sin tanto espacio»                                      | Franco De Vita | 5:26     |  |
| 10.                                           | «Te pienso sin querer»                                   | Franco De Vita | 4:10     |  |
| 11.                                           | «Cómo decirte no» (con Gigi D'Alessio, versión italiana) | Franco De Vita | 4:38     |  |

| Franco de Vita vuelve en: Primera fila - Bonus + Documental (DVD) |                                                                |              |          |  |
| N.º                                                               | Título                                                         | Escritor(es) | Duración |  |
| 1.                                                                | «Crónica "Franco de Vita vuelve en Primera fila"» (Documental) |              | 17:27    |  |
| 2.                                                                | «Te pienso sin querer» (Video feat Gloria Trevi)               |              | 4:08     |  |
| 3.                                                                | «Cómo decirte no» (Video feat Gigi D'Alessio)                  |              | 4:34     |  |

## Charts y certificaciones

### Semanales
| País           | Chart     | Lista            | Mejor posición |
| 2014           | 2014      | 2014             | 2014           |
| -------------- | --------- | ---------------- | -------------- |
| Estados Unidos | Billboard | Latin Pop Albums | 6              |
| Estados Unidos | Billboard | Top Latin Albums | 15             |
| México         | AMPROFON  | Top 100 Álbumes  | 29             |
| México         | AMPROFON  | Top 20 Álbumes   | 10             |
| Venezuela      | AVINPRO   | Top 40 Álbumes   | 1              |

### Certificaciones
| País      | Organismo certificador | Certificación | Ventas certificadas |
| --------- | ---------------------- | ------------- | ------------------- |
| México    | AMPROFON               | Oro           | 30 000              |
| Venezuela | AVINPRO                | 3x Platino    | 30 000              |

Certificaciones obtenidas por Te pienso sin querer (Gloria Trevi)
| País      | Organismo certificador | Certificación | Ventas certificadas |
| --------- | ---------------------- | ------------- | ------------------- |
| Venezuela | AVINPRO                | Platino       | 10 000              |

## Historial de lanzamiento
- Edición estándar

| País           | Fecha                   | Formato              | Discográfica |
| -------------- | ----------------------- | -------------------- | ------------ |
|                | 12 de noviembre de 2013 | CD, Descarga digital | Sony Music   |
| Estados Unidos | 10 de diciembre de 2013 | CD, Descarga digital | Sony Music   |